# 美國空軍第9戰略偵察機聯隊

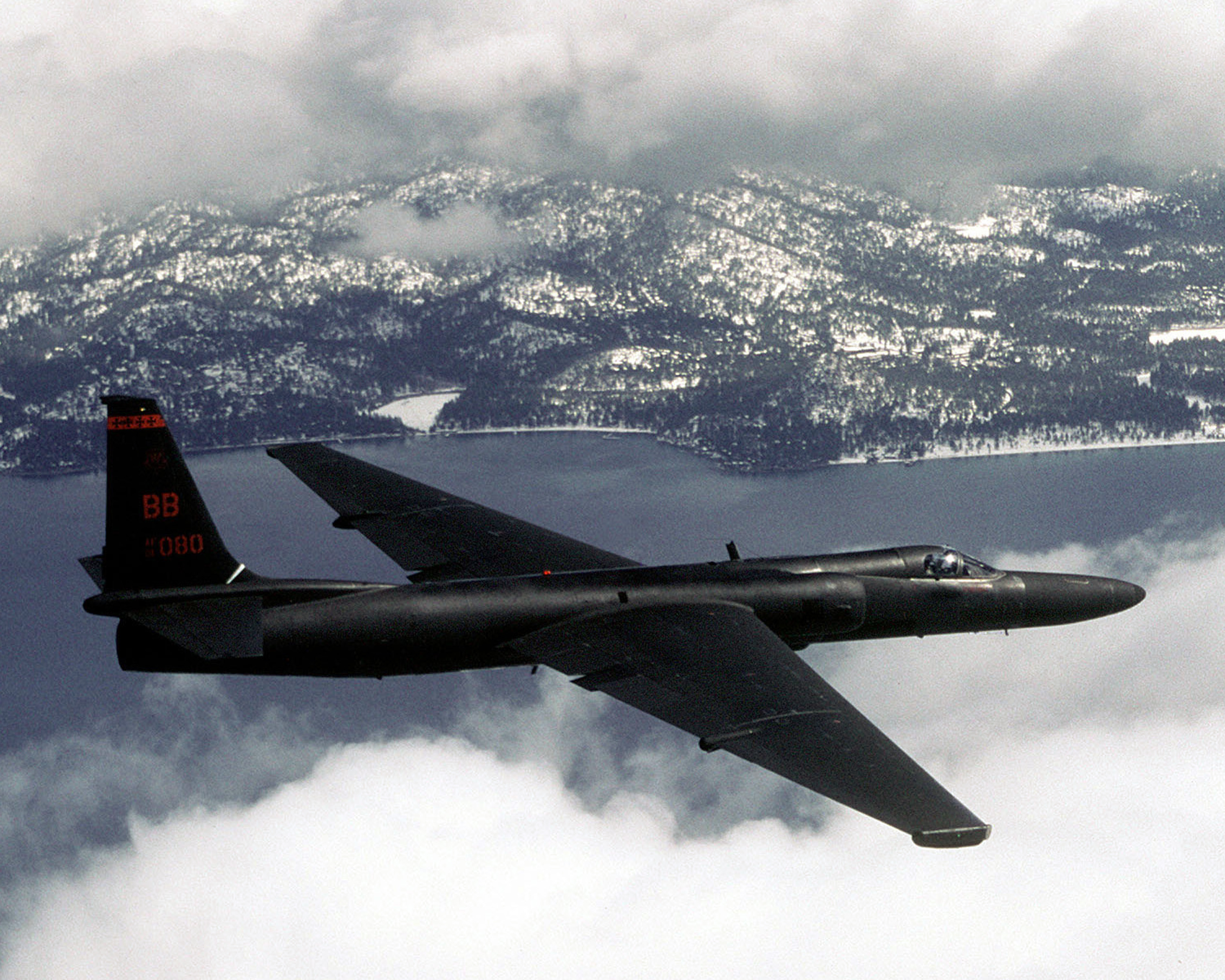
第9战略侦察联队的U-2“龙夫人”80-1080

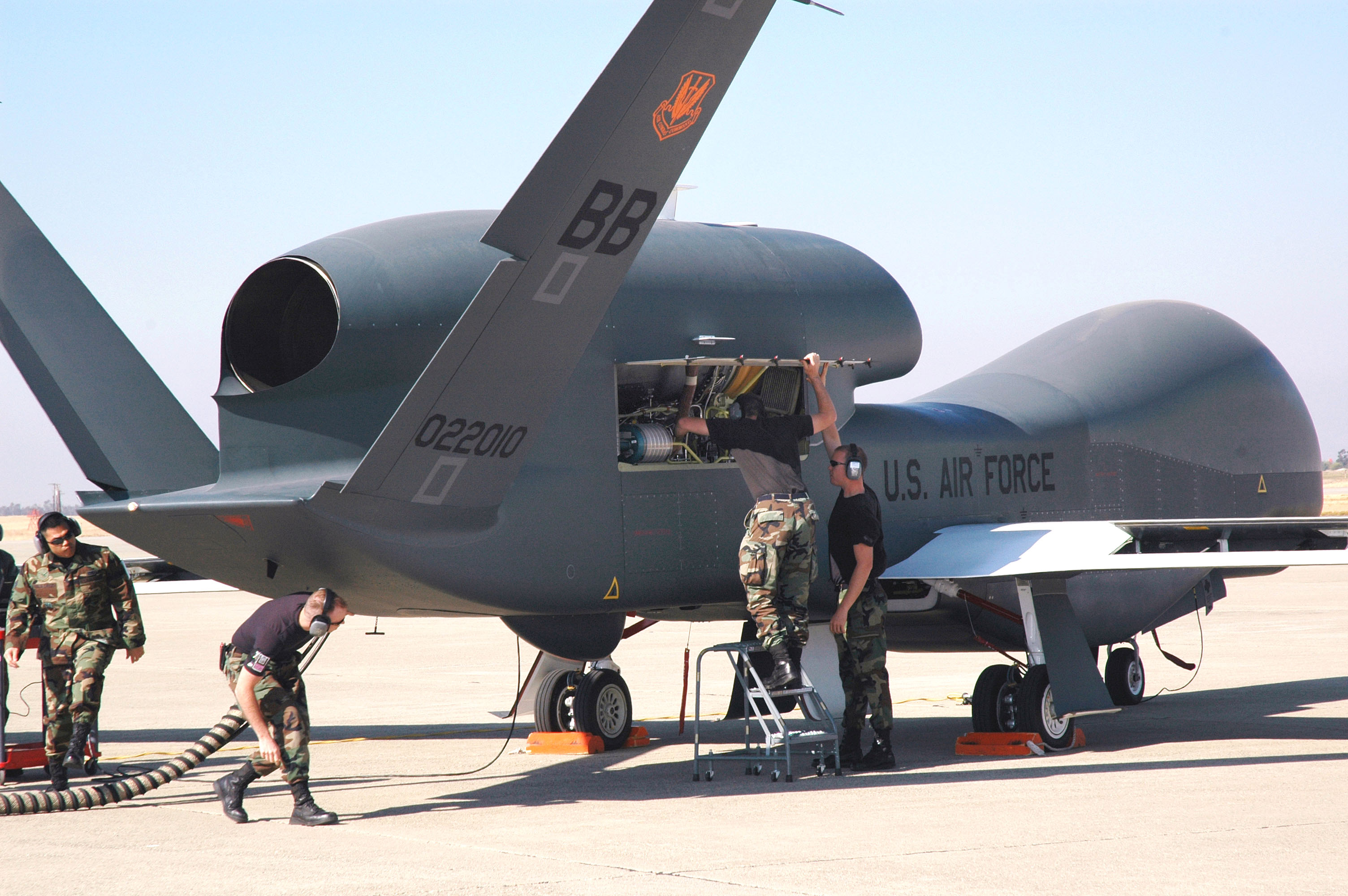
机组人员给第9侦察大队的RQ-4“全球鹰”加油

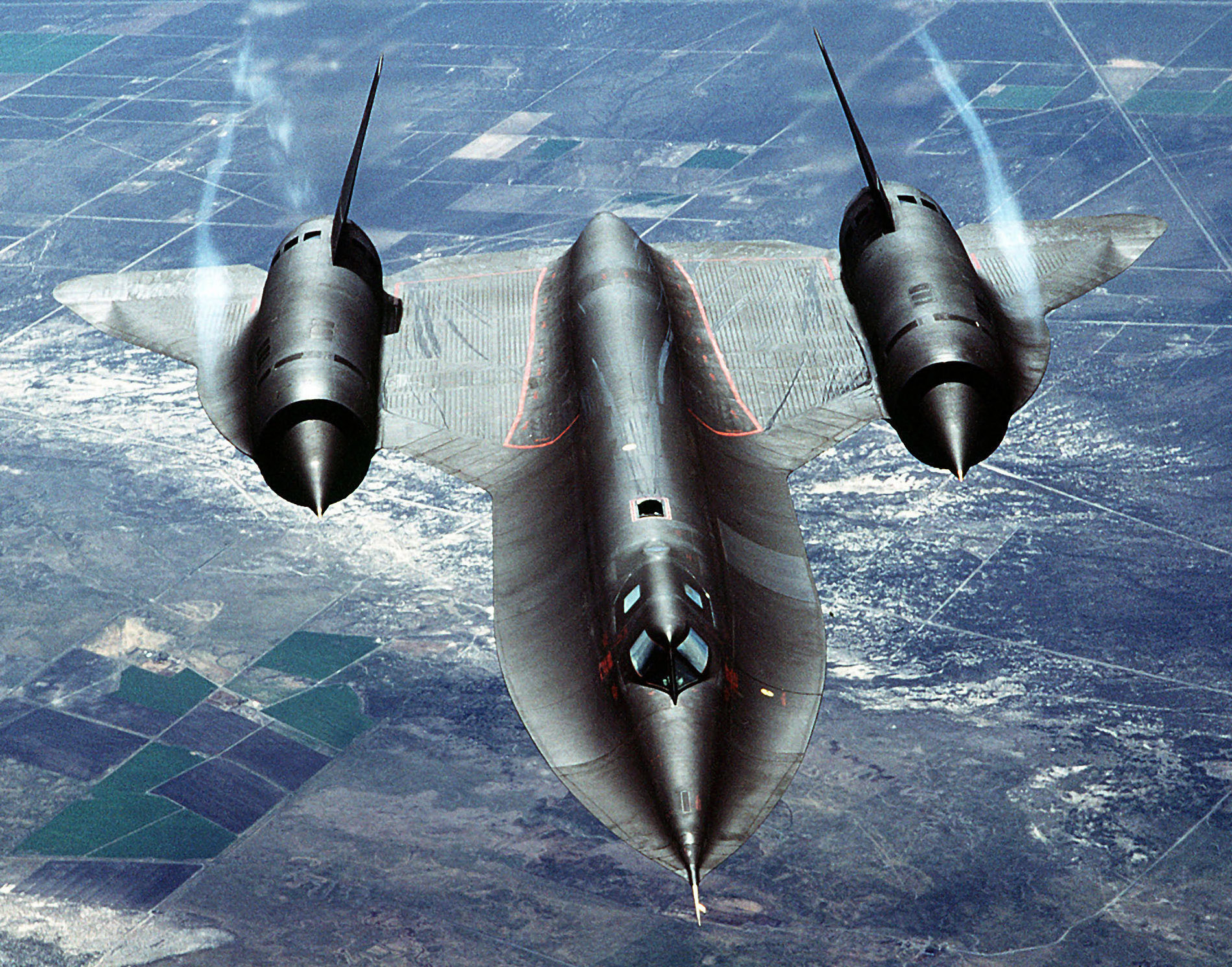
洛克希德的SR-71正在飞行中

第9战略侦察机联队（英語：9th Reconnaissance Wing (9 RW)）是一支美国空军的单位，且配屬给空中作战司令部的第十二航空隊。它驻扎在美国加利福尼亚州的比尔空军基地，大队也为比尔基地的主办单位。其黑鸟飞机曾于上世纪70至80年代部署在日本国冲绳的嘉手纳空军基地，用于监视苏联、中国、越南和朝鲜等国家和地区。
它的使命是组织，训练和装备U-2R“龙夫人”，RQ-4“全球鹰”和MC-12“自由”对于和平时期的情报搜集战斗元素，应急行动，支持传统的战斗和紧急战争秩序。
第9作戰大隊，9聯隊的一個下轄單位，前身為第9觀察大隊（9th Group (Observation)），于第二次世界大战前的陆军演变成的13个空中作戰大隊之一。
二战期间，第9重型轟炸機大隊（9th Bombardment Group (Very Heavy)）是美国陆军航空队的一个空中作战单位。活跃了60年，9 RW在整个冷战期间是战略空军的一支组件飞行大队的威慑力量，并于全世界执行战略侦察。
9聯隊现为菲利普·A·斯图尔特上校所指挥。它的司令首席军士长是首席军士长罗伯特·怀特。

## 参阅
- 美国空军B-47单位列表